# 일본여자바둑리그
일본여자바둑리그(일본어: 日本女子囲碁リーグ)는 일본기원이 창설한 일본의 바둑 기전이다. 2024년 일본기원 창설 100주년 기념사업의 일환으로서 창설했다.
이 기전은 여성기사만이 출전할 수 있는 여류기전이지만, 일본 바둑기전에서는 처음인 단체전에서의 공식전인 것이 특색이다.